# Sascha Konietzko
Sascha Konietzko (Hamburgo, 21 de junio de 1961) es un músico y productor alemán. Es también conocido artísticamente como Sascha K y Käpt'n K. Es el miembro fundador de KMFDM, formando el grupo en 1984. Su nombre es sinónimo de KMFDM, como único miembro permanente en la historia de la banda. Con 35 años de trabajo sin descanso, le han hecho también parte importante de otros proyectos musicales como MDFMK, Excessive Force, Schwein, KGC, además de hacerle ya de un nombre en la industria como productor y publicista.
Reside en Estados Unidos desde 1992, y ha estado viviendo en Nueva York, Chicago y Seattle. Actualmente además de seguir con KMFDM, sigue a cargo de su propio sello discográfico "KMFDM Records" y también es quien actualiza su myspace y la página oficial de la banda.
En 2006, se reunió con Lucía Cifarelli (su actual esposa desde 2005) y Dean García para armar el proyecto KGC (que lleva las iniciales de los 3 músicos) y su primer álbum Dirty Bomb fue lanzado el 14 de diciembre.
Konietzko a manera de burla se considera a sí mismo como padre del rock industrial aunque lo es por ser de los pioneros en esta categoría.

## Discografía

### Álbumes
- Opium (1984, relanzado en 2002)
- What Do You Know, Deutschland? (1986)
- Don't Blow Your Top (1988)
- UAIOE (1989)
- Naïve (1990) (En descontinuación)
- Money (1992)
- Angst (1993)
- Naïve/Hell To Go (1994)
- Nihil (1995)
- Xtort (1996)
- Symbols (1997)
- Adiós (1999)
- Attak (2002)
- WWIII (2003)
- 84-86 (2004)
- Hau Ruck (2005)
- Tohuvabohu (2007)
- Brimborium (2008)
- Blitz (2009)
- WTF?! (2011)
- Kunst (2013)
- Our Time Will Come (2014)
- Hell Yeah (2017)

### Sencillos
- Kickin' Ass (1987)
- Don't Blow Your Top (1988)
- More & Faster (1989)
- Virus (1989)
- Godlike (1990)
- Naïve/The Days of Swine & Roses (1991)
- Split (1991)
- Vogue (1992)
- Money (1992)
- Help Us/Save Us/Take Us Away (1992)
- Sucks (1993)
- A Drug Against War (1993)
- Light (1994)
- Glory (1994)
- Sin Sex & Salvation (1994)
- Juke Joint Jezebel (1995)
- Trust/Juke Joint Jezebel (1995)
- Brute (1995)
- Rules (1996)
- MDFMK (1998)
- Boots (2002)
- Ruck Zuck (2006)

### Compilaciones
- Agogo (1998)
- Retro (1998)
- 84-86 (2004)

### En vivo
- Sturm & Drang Tour 2002
- WWIII Live 2003

### Videos
- Beat by Beat (VHS 1997)
- Beat x Beat x Beat (DVD 2001)
- Sturm & Drang Tour 2002 (2003)
- WWIII Tour 2003 (2004)
- 20th Anniversary World Tour 2004 (2005)